# Paulsternstraße (metrostation)
Paulsternstraße is een station van de metro van Berlijn, gelegen op de grens van de Berlijnse stadsdelen Haselhorst en Siemensstadt. Het station bevindt zich onder de kruising van de Nonnendammallee en de Paulsternstraße, in een hoofdzakelijk industrieel gebied. Station Paulsternstraße werd geopend op 1 oktober 1984 en is onderdeel van lijn U7. De Paulsternstraße is genoemd naar een voormalige herberg die in de negentiende eeuw de naam van zijn eigenaar Paul Stern kreeg.
Zoals alle stations op het westelijke deel van de U7 werd Paulsternstraße ontworpen door Rainer Rümmler, die tekende voor het merendeel van de naoorlogse Berlijnse metrostations. Het station kan tot de bontste in Berlijn gerekend worden. De blauw betegelde wanden zijn gedecoreerd met kleurrijke bloemmotieven, terwijl de vierkante zuilen op het perron zijn uitgevoerd als bomen, waarbij de kapitelen het bladerdek vormen. Het dak, in overeenstemming met de wanden blauw geschilderd, vormt met afbeeldingen van sterren rond de lampen de nachtelijke lucht boven het sprookjesachtige bos. Dit soort "totaalontwerp", waarbij een maximaal aantal bouwkundige elementen bij de kunstzinnige aankleding wordt betrokken, is kenmerkend voor Rümmlers late stijl.
Uitgangen bevinden zich in het midden van het eilandperron en leiden via een tussenverdieping naar de zuidkant van de Nonnendammallee. Het alleen via trappen en roltrappen bereikbare station zal volgens de prioriteitenlijst van de Berlijnse Senaat pas na 2010 van een lift voorzien worden. Op den duur moeten alle Berlijnse metrostations volledig toegankelijk voor mindervaliden zijn.